# Hofje

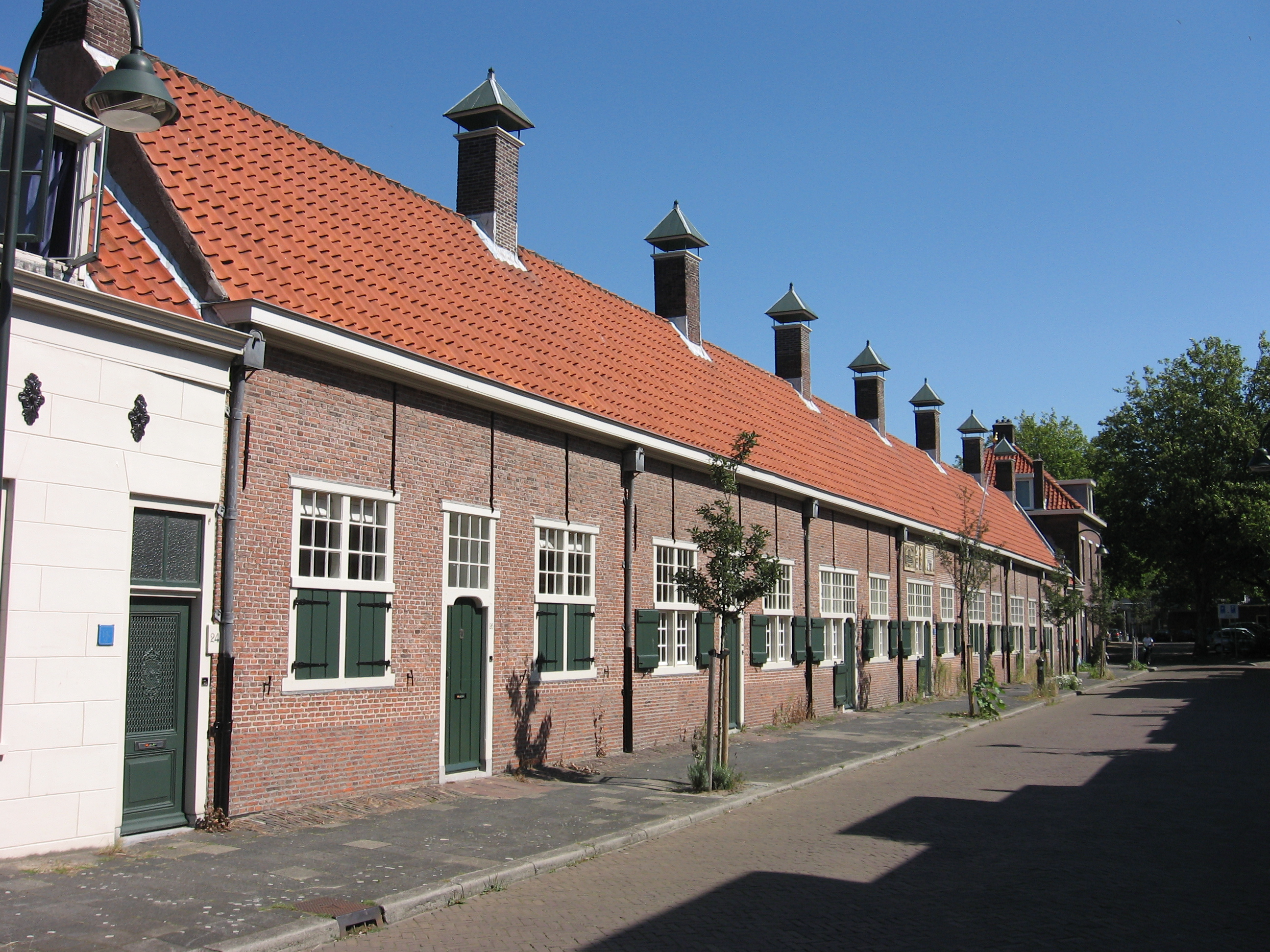
Hofje van Gratie.

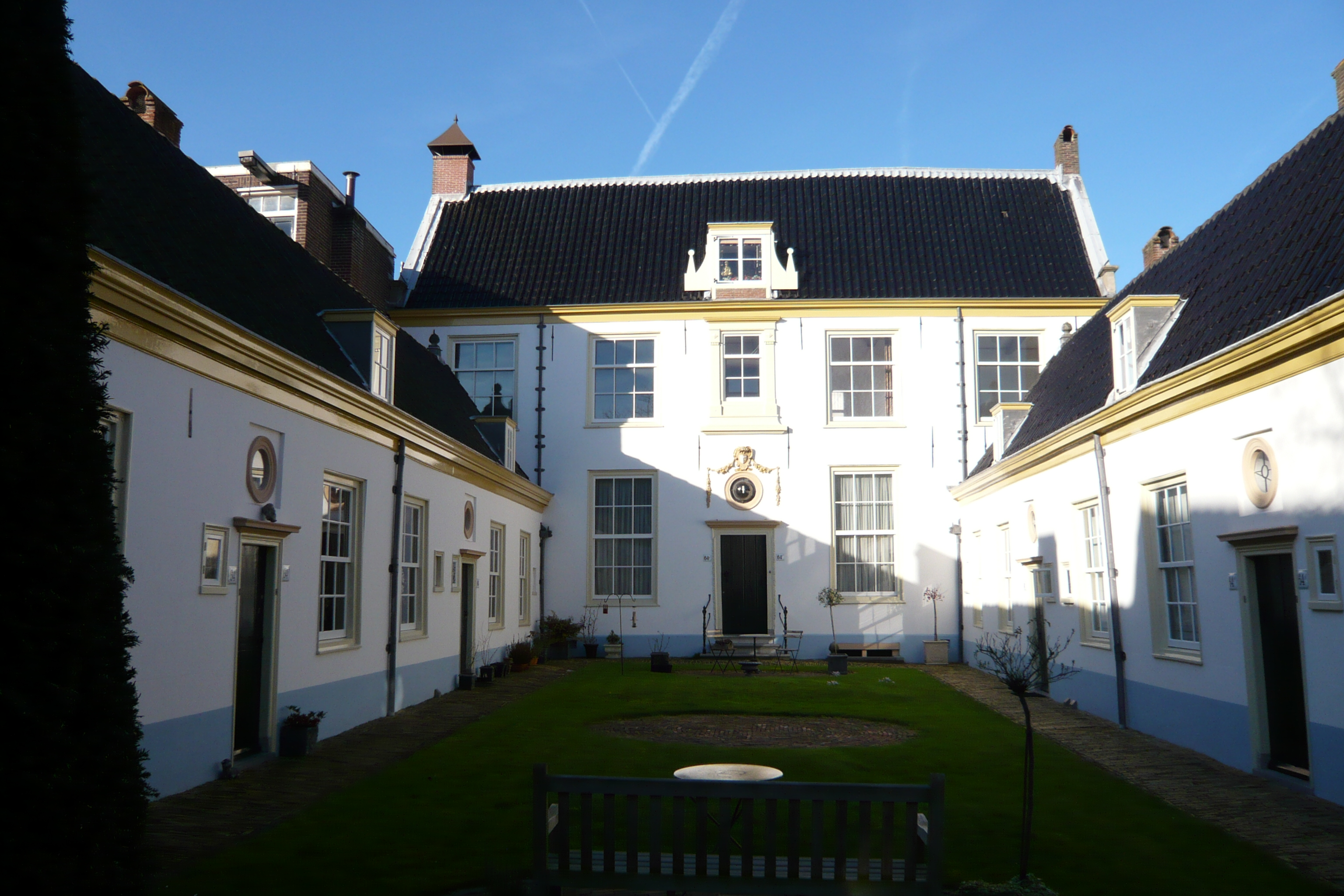
Vrouwe- en Antonie Gasthuys, ubicació original del Teylers Hofje entre 1752 i 1787.

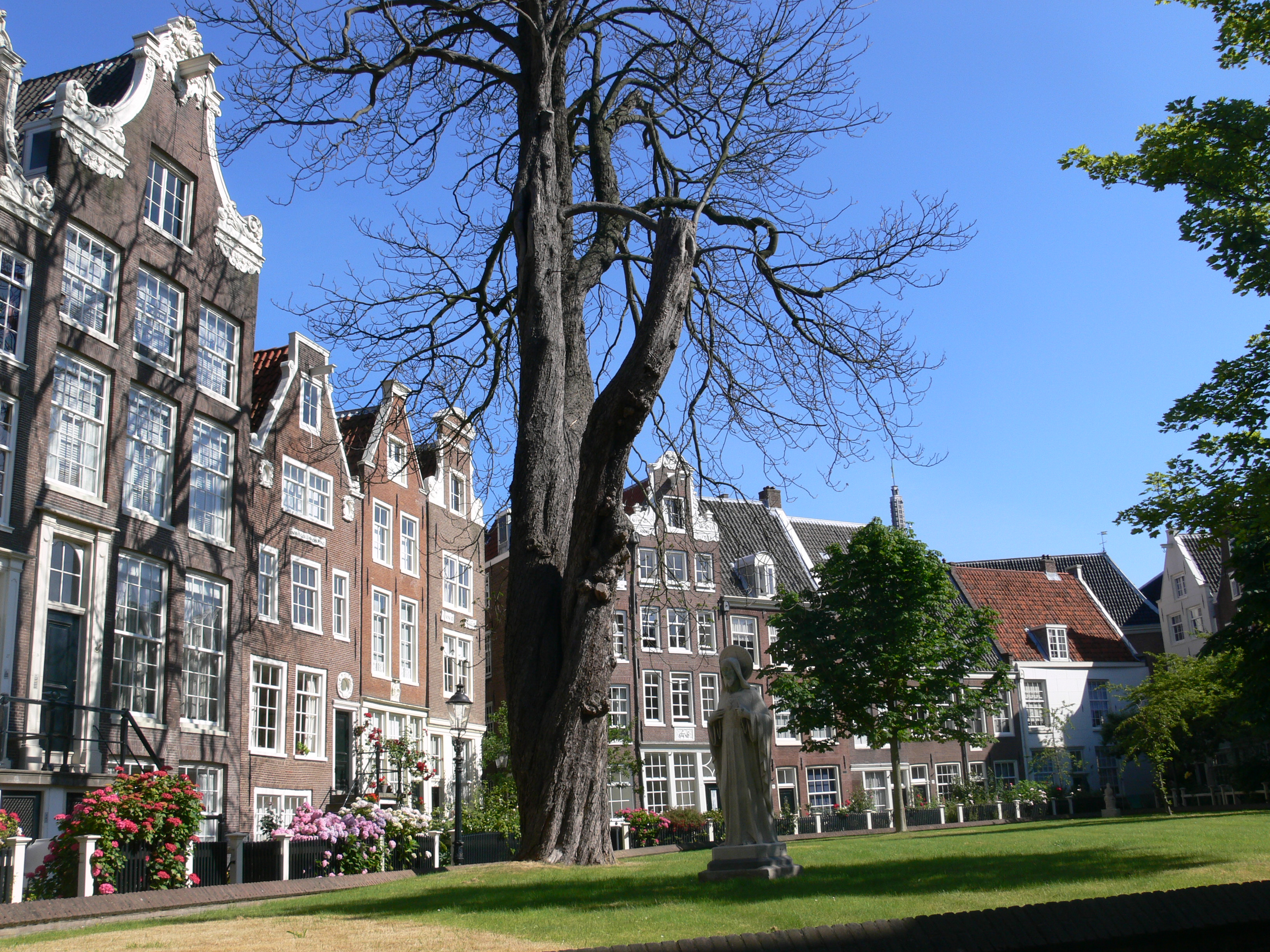
Begijnhof, Amsterdam

Un hofje (petit pati en català, diminutiu de hof, pati) és una paraula neerlandesa per referir-se a una tipologia de cases de beneficència al voltant d'un pati, que existeixen des de l'Edat Mitjana. Eren l'habitatge de persones grans (en la seva majoria, dones) i es finançaven amb aportacions de particulars i funcionaven com una forma de seguretat social. Als Països Baixos encara existeixen molts hofjes en ús, lguns d'ells com residència d’estudiants.
Generalment, els hofjes es construeixen en forma d'O amb un pati o jardí al mig, i una porta d'entrada al conjunt (a través del pati) en un extrem. És probable que la forma dels hofjes s'inspirés en els antics beguines, grups de petites cases habitades exclusivament per dones religioses de vida seglar.
Se sol distingir entre els Begijnenhofjes i els hofjes "regulars". Els primers eren només per a dones catòliques seglars que vivien en una mena de convents. Els altres eren institucions de tipus més caritatiu.
- Sexe: la major part dels hofjes es van fundar per a dones, en els qui es podien confiar les tasques domèstiques de manteniment.
- Religió: molts hofjes es van fundar per a persones de la fe del fundador. De fet, algunes van ser fundades per parròquies.
- Edat: des del segle xvii es requeria una edat mínima, generalment 50 anys.
- Extracció socioeconòmica: els hofjes es destinaven als més pobres.

Al segle xviii hi havia hofjes creats amb finalitats comercials en els quals els inquilins pagaven un lloguer.
Són especialment famosos pel seu nombre i el seu estat de conservació els hofjes de Leiden.